# Grabbacka slott
Grabbacka slott är ett före detta herrgårdsslott i Karis i staden Raseborg i landskapet Nyland.

## Omgivningar
Slottet ligger på krönet av en bergsklippa invid vägen till Snappertuna vid östra kanten av Gösbackavikens odlingslandskap. På samma höjd finns också en fornborg. Idag är slottet en ruin. Slottsruinen återupptäcktes först på 1930-talet efter att ha varit täckt av vegetation och jordlager. Slottet byggdes intill Stora Strandvägens förbindelseväg och slottet är en av fyra borgar i sten som i slutet av 1400-talet uppfördes i Västnyland. Grabbacka slott hade en egen liten hamn intill den forna Kungsån som fungerade som farled mellan Läppträsket och Raseborgs slott. På 1830-talet fann man ett fartygsskrov invid Grabbacka. Skrovet påvisade att farleden kunde användas av seglare ännu på 1500-talet och mätningar påvisar att ån skulle ha varit cirka 15–20 meter bred vid Grabbacka hamn. Resterna av den forna Kungsån kan man idag se som en stor bäck nedan om Grabbacka borgberg på en åker. Slottsruinen ingår i det mer vidsträckta nationellt betydelsefulla landskapsområdet Snappertuna-Fagervik.

## Historia
Henrik Gabriel Porthan har förmedlat traditionen att Grabbacka ”byggdes” av häradshövdingen i Raseborgs östra härad Måns Andersson (Grabbe) (1492-1520), vilket kan avse både hopsamlandet av gods och uppförandet av stenhuset. Gården ärvdes av sönerna Nils och Clas som 1526 gjorde en förlikning som gav Nils ensam Grabbacka. Nils Månsson (1521-1549) var häradshövding i Raseborgs län och hövitsman över Viborgs slott och län. Dottern Beata gifte sig 1545 med häradshövdingen i Raseborgs län, fogden på Nyslott Erik Arvidsson (Stålarm) (1547-1566). Som änka hade Beata gården Grabbacka till år 1578. Under deras tid gjordes de sista tillbyggnaderna på stenhuset. Efter Erik Stålarm och Beata Grabbe gick gården i arv inom ätten Stålarm. Översten och landshövdingen i Viborg Axel Stålarm avled 1656 och Grabbacka delades 1670 mellan hans döttrar Anna Margareta och Beata. Gården brann 1672 och låg som ruin tills en timrad byggnad uppfördes 1684 på en del av stengrunden. Vardera gårdsdelen kom under tiden kring sekelskiftet 1700 att övergå i Fagervik bruks ägo. Bruket lades ned 1902 och i samband med det såldes flera utgårdar, bland dem även Grabbacka. Hemmansägare på gården var från 1908 Karl Lindholm, som lät riva det timrade huset på ruinen.

Ruinerna i Grabbacka är lämningar efter en enstaka byggnad i sten och tegel från 1400-1500-talet. Under utgrävningarna 1937-1939 avtäcktes en ruin på 22 x 14 meter med fem tunnvälvda rum byggda direkt på berget. Skarvar i murarna visar att flera byggnadsskeden har förekommit. Den äldsta delen i bottenvåningens mittdel omfattar ett rum, varför den första byggnaden torde ha varit ett bostadstorn. I följande skede byggdes ett torn på norra sidan varefter huset bestod av en rektangel. Huset hade därefter i varje våning den typiska medeltida bottenplanen med två rum. Huset utvidgades senare i öster och söder, varefter bottenplanen blev oregelbunden. Huset uppfördes troligen i tre våningar.